# Hashioka Daiki
Hashioka Daiki (橋岡 大樹 Hashioka Daiki, sinh ngày 17 tháng 5 năm 1999) là một cầu thủ bóng đá người Nhật Bản, hiện đang thi đấu cho Luton Town và Đội tuyển bóng đá quốc gia Nhật Bản.

## Sự nghiệp
Hashioka Daiki gia nhập câu lạc bộ tại J1 League Urawa Reds năm 2017. Ngày 30 tháng 8 năm anh ra mắt ở J.League Cup (v Cerezo Osaka).